# Deskriptive Komplexitätstheorie
Die deskriptive Komplexitätstheorie (beschreibende Komplexitätstheorie) ist ein Teilbereich der endlichen Modelltheorie, die den Zusammenhang der Ausdrucksstärke von Logiken und Komplexitätstheorie untersucht.
Während Komplexitätsklassen wie NP oder PSPACE üblicherweise durch ein spezielles Maschinenmodell (üblicherweise Turingmaschinen) definiert werden, lassen sich mit Hilfe der deskriptiven Komplexitätstheorie diese Klassen auch durch „natürliche“ Logiken wie der Prädikatenlogik erster oder höherer Stufe oder Fixpunktlogiken charakterisieren.

## Probleme und ihre Darstellung
In der klassischen Komplexitätstheorie werden Probleme dahingehend untersucht, welche Rechnerressourcen (Platz, Zeit, Anzahl von Schaltkreisen …) benötigt werden, um sie zu lösen.
Der Ansatz der deskriptiven Komplexitätstheorie ist es dagegen, Probleme in Hinblick auf die logischen Ressourcen, wie die Anzahl von Quantoren, Anzahl Alternationen von {\displaystyle \exists } und {\displaystyle \forall }, Hinzunahme weiterer Operatoren usw. einzuordnen.
Jeder Satz einer Logik induziert eine Menge endlicher Strukturen, die ihn erfüllen. So wird der Satz {\displaystyle \varphi :=\exists x\exists yE(x,y)} über der Struktur {\displaystyle {E}} der Graphen von genau den Graphen erfüllt, die mindestens eine Kante enthalten. Also induziert {\displaystyle \varphi } das (triviale) Problem zu entscheiden, ob ein Graph mindestens eine Kante besitzt.
Jede Logik induziert damit eine Klasse von Strukturen (oder: Sprachen), die durch sie ausdrückbar sind. Das wohl erste Resultat in dieser Richtung ist der Satz von Büchi, nach dem die regulären Sprachen genau die in der monadischen Prädikatenlogik zweiter Stufe definierbaren Sprachen sind.

## Charakterisierung von NP
Ronald Fagin zeigte 1974, dass eine Sprache {\displaystyle L} genau dann in NP ist, wenn es einen Satz in der existenziellen Logik der zweiten Stufe gibt, der {\displaystyle L} beschreibt. Dabei enthält die existenzielle Logik zweiter Stufe über der Signatur {\displaystyle \{Q_{1},\ldots ,Q_{k}\}} (existential second order logic, ESO, {\displaystyle \Sigma _{1}^{1}}) Sätze der Form {\displaystyle \exists P_{1}\ldots P_{k}\,\varphi }, wobei {\displaystyle \varphi } eine Formel der ersten Stufe ist, die neben den Prädikaten {\displaystyle Q_{1},\ldots ,Q_{k}} die Prädikate {\displaystyle P_{1},\ldots ,P_{k}} enthalten kann.
Beispielsweise liegt das Problem der 3-Färbbarkeit in NP, da der Satz
{\displaystyle {\begin{aligned}\exists C_{1}\exists C_{2}\exists C_{3}&&\underbrace {\forall v((C_{1}(v)\wedge \neg C_{2}(v)\wedge \neg C_{3}(v))\vee (\neg C_{1}(v)\wedge C_{2}(v)\wedge \neg C_{3}(v))\vee (\neg C_{1}(v)\wedge \neg C_{2}(v)\wedge C_{3}(v))} _{\text{jeder Knoten ist mit genau einer Farbe gefaerbt}}\\&&\wedge \underbrace {\forall u\forall vE(u,v)\rightarrow \neg ((C_{1}(u)\wedge C_{1}(v))\vee (C_{2}(u)\wedge C_{2}(v))\vee (C_{3}(u)\wedge C_{3}(v)))} _{\text{keine zwei adjazenten Knoten haben die gleiche Farbe}}\end{aligned}}}
von genau den 3-färbbaren Graphen erfüllt wird.
Aus dem Beweis des Satzes von Fagin folgt, dass die Logik der zweiten Stufe (die zusätzlich Allquantoren zulässt) die polynomielle Hierarchie beschreibt.

## Weitere Charakterisierungen
Nach Fagins Satz wurden weitere Komplexitätsklassen auf diese Art und Weise (oft von Neil Immerman) charakterisiert:
- Die Prädikatenlogik der ersten Stufe mit einem Operator zur Bildung der transitiven Hülle beschreibt NLOGSPACE
- Die Prädikatenlogik der ersten Stufe mit einem deterministischen Operator zur Bildung der transitiven Hülle beschreibt LOGSPACE
- Die Logik der zweiten Stufe mit einem transitiven Hüllenoperator beschreibt PSPACE
- verschiedene Fixpunktlogiken beschreiben P beziehungsweise PSPACE auf geordneten Strukturen